# Infermiere a Los Angeles
Infermiere a Los Angeles (Nightingales) è una serie televisiva statunitense in 13 episodi trasmessi per la prima volta nel corso di una sola stagione nel 1989.
La serie, prodotta da Aaron Spelling, è  incentrata sulle vicende di un gruppo di infermiere del Wilshire Community Hospital di Los Angeles che vivono insieme nel Nightingale Residence Hall.

## Personaggi e interpreti
- Christine Broderick, interpretata da Suzanne Pleshette.
- dottor Garrett Braden, interpretato da Barry Newman.
- Bridget Loring, interpretata da Susan Walters.
- Samantha 'Sam' Sullivan, interpretata da Chelsea Field.
- Rebecca 'Becky' Granger, interpretata da Kristy Swanson.
- Megan Sullivan, interpretata da Taylor Fry.
- infermiera capo Lenore Ritt, interpretata da Fran Bennett.
- dottoressa Charlene Chasen, interpretata da Doran Clark.
- dottor Paul Petrillo, interpretato da Gil Gerard.
- Effie Gardner, interpretata da	Jennifer Rhodes.
- Yolanda 'Yolo' Elena Puente, interpretata da Roxann Dawson.
- Allyson Yates , interpretata da Kim Johnston Ulrich.

## Produzione
La serie, ideata da Paul Makin, fu prodotta da Aaron Spelling Productions e girata a Los Angeles in California.
Tra i registi della serie è accreditato Arthur Allan Seidelman.

## Distribuzione
La serie fu trasmessa negli Stati Uniti nel 1989 sulla rete televisiva NBC. In Italia è stata trasmessa su Canale 5 con il titolo Infermiere a Los Angeles.
Alcune delle uscite internazionali sono state:
- negli Stati Uniti il 21 gennaio 1989 (Nightingales)
- in Svezia il 15 giugno 1997 (Änglar i vitt)
- in Italia (Infermiere a Los Angeles)

## Episodi
| Stagione       | Episodi | Prima TV USA |
| -------------- | ------- | ------------ |
| Prima stagione | 13      | 1989         |